# Bassaricyon medius
Bassaricyon medius is een zoogdier uit de familie van de kleine beren (Procyonidae). De wetenschappelijke naam van de soort werd voor het eerst geldig gepubliceerd door Oldfield Thomas in 1909. De soort werd in 2013 afgesplitst van Allens slankbeer (Bassaricyon alleni).

## Voorkomen
De soort komt voor ten westen van de Andes in Colombia, Ecuador en Panama.